# Piasczanka (obwód brzeski)
Piasczanka (biał. Пясчанка; ros. Песчанка, Piesczanka) – wieś na Białorusi, w obwodzie brzeskim, w rejonie janowskim, w sielsowiecie Mołodów.